# Xantusia riversiana
Xantusia riversiana ist eine Echsenart innerhalb der Familie der Nachtechsen, die auf den Kanalinseln von Kalifornien San Nicolas, Santa Barbara, San Clemente und dem Großraum von Los Angeles heimisch sind. Eine kleinere Population lebt auf Sutil Island.

## Merkmale
Xantusia riversiana wird gewöhnlich zwischen 11 und 13 Jahren alt. Die Färbung reicht von grau-beige und braun bis zu schwarz. Sie können einheitliche, gesprenkelte oder gestreifte Muster haben. Sie erreichen eine Größe von 6–11 cm ohne Schwanz. X. riversiana hat ein Gewicht zwischen 10 und 25 Gramm und ist damit die größte Art ihrer Gattung.

## Unterarten
Die Population der Insel San Clemente gilt als eigene Unterart Xantusia riversiana reticulata.

## Gefährdung
Xantusia riversiana wurde seit 1977 im Endangered Species Act (ESA) der USA als bedroht gelistet. Die IUCN führt die Art als gefährdet (VU). In 2006 wurde die San Clemente Unterart vom US Fish and Wildlife Service von der Liste des ESA entfernt und gilt nicht mehr als bedroht. Dies ist auf eine bessere Kontrolle über Waldbrände zurückzuführen. 2014 wurde auch Xantusia riversiana entfernt. Man kann das auf die Entfernung von nicht heimischen Spezies wie Katzen und Ziegen von den Inseln zurückführen.

## Lebensraum
Xantusia riversiana ist ein Bodenbewohner. Der bevorzugte Lebensraum sind Savannen und Buschland Gebiete. Sie sind auch an Klippen und auf bergen im Landesinneren sowie an der Küste anzutreffen.

## Fortpflanzung
Xantusia riversiana bringt lebende Junge zur Welt, anstatt Eier zu legen.

## Taxonomie
Der wissenschaftliche Name riversiana wurde zu Ehren von James John Rivers (1824–1913), einem in London geborenen Arzt und Naturforscher, vergeben. Rivers war Kurator für Naturgeschichte an der University of California.